# Édouard Commette
Édouard Commette, né à Lyon le 12 avril 1883, décédé dans cette même ville le 21 avril 1967, est un organiste et compositeur français.

## Biographie

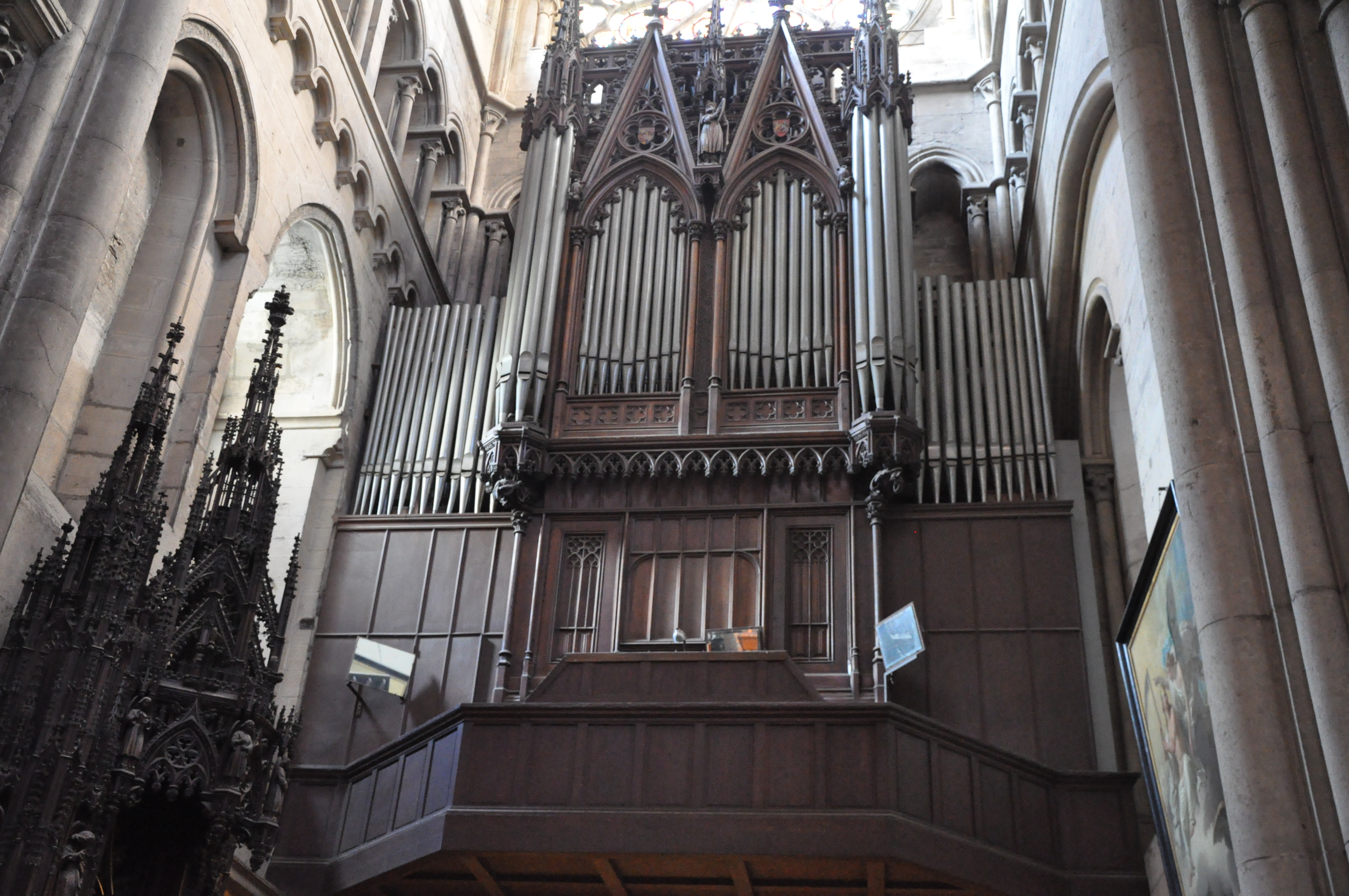
Orgue de la Cathédrale Saint-Jean de Lyon - Édouard Commette, titulaire de cet orgue de 1904 à 1963.

Fils d'un courtier en soierie, il commence l'étude du piano au lycée de Bourg-en-Bresse avec Joseph Grégori (frère de Louis Grégori), puis, l'orgue et l'harmonie avec Valentin Neuville à Lyon. Après avoir reçu les conseils de Charles-Marie Widor à Paris, il commence sa carrière d'organiste en 1900 à Lyon à l'église du Bon-Pasteur. Quatre ans plus tard, il tient pendant six mois les orgues de l'église Saint-Polycarpe, et dès octobre 1904, il devient titulaire des orgues de la cathédrale Saint-Jean de Lyon. C'est dans cette église qu'il a enregistré ses premiers disques d'orgue en 1927.
Marié en 1906 et père de 5 enfants, il a enseigné dans sa ville natale et compte parmi ses élèves l'organiste Jean Costa, Joseph Reveyron, son successeur à la Primatiale, ainsi que les compositeurs Octave Ferroud et Adrien Rougier.
En 1934, il succède à Witkowski comme membre de l'Académie de Lyon.
Il reçoit la Légion d'honneur en 1964.
« Cet homme modeste joue de l’orgue miraculeusement et, grâce à la diffusion de ses disques, il sera demain célèbre malgré lui. » Francis Poulenc, Les Arts phoniques, novembre 1928.
Une place jouxtant la cathédrale Saint-Jean de Lyon porte son nom, en mémoire de sa charge de titulaire des orgues de cette église pendant plus de 50 ans.

## Œuvres

### Compositions
Il est l'auteur de pièces pour orgue, de musique religieuse, de 40 mélodies, de musique pour piano, de la musique de chambre, une symphonie et même d'un opéra Le Puits, demeuré inédit. 
Pour l'orgue, son instrument de prédilection, on peut citer :
- Six pièces pour grand orgue : Offertoire sur des noëls ; Fughetta ; Allegretto ; Adoration ; Aspiration religieuse ; Scherzo (Nice, Decourcelle, 1914) ;
- 14 Pièces brèves pour orgue (Paris, Durand, 1926) ;
- 12 Pièces pour grand orgue, en 2 vol. (Paris, Leduc, 1935-36),

vol. II: Pastorale – Sur le lac – Toccata – Rêverie – Menuet – Marche solennelle ;
- Deux méditations pour orgue (Hérelle, 1947).

### Enregistrements
Le premier enregistrement sur disque des œuvres de Bach est effectué sur les orgues de la cathédrale Saint-Jean de Lyon. Les nombreux enregistrements de musique d'orgue, J. S. Bach surtout, rendront Édouard Commette célèbre dans le monde entier.
- Discographie complète ici : Discogs
- YouTube: Récital Bach par Edouard Commette à Saint-Jean de Lyon.